# 埼玉県道343号岩殿岩井線
埼玉県道343号岩殿岩井線（さいたまけんどう343ごう いわどのいわいせん）は、埼玉県東松山市大字岩殿の物見山から入間郡毛呂山町大字岩井に至る県道である。

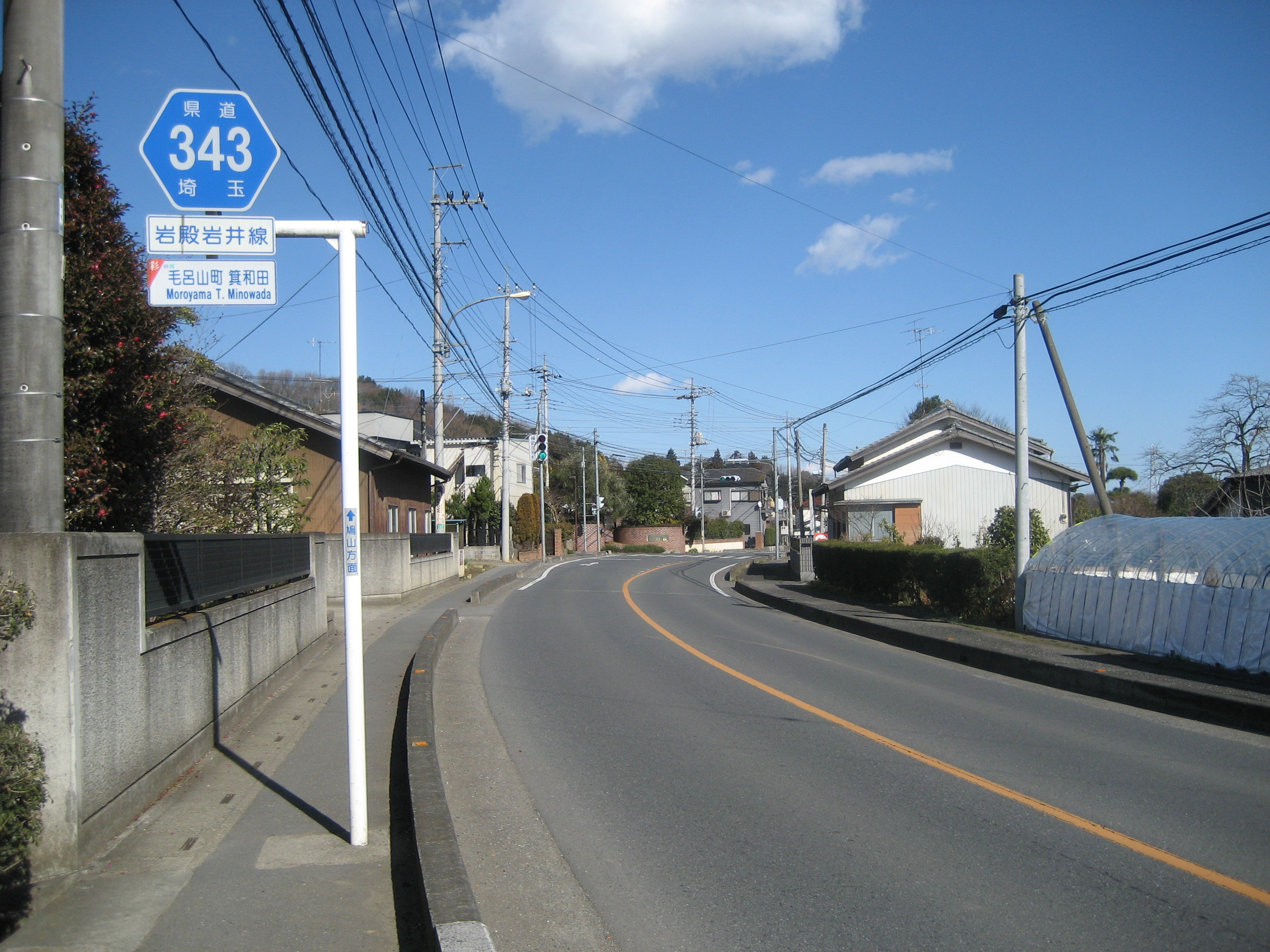
毛呂山町内

## 概要
当県道は、東松山市側から埼玉県道212号岩殿観音南戸守線を介して接続され、鳩山ニュータウンへのアクセス道路として、また石坂交差点からは埼玉県道248号石坂高坂停車場線から続く越辺川左岸道路の一部として国道407号から毛呂山町を結んでいる。
大半の区間は2車線の道路幅となっているが、鳩山町大字石坂地内の分岐では鳩山ニュータウン方面へ向かう町道が実質的なバイパス道路として機能しており、どちらの接続地点も県道前後区間〜町道が優先道路になっており、また県道が右左折することに対する標識や表記類も一切なかったが、2012年度に道路脇に横長矢印で県道方向を示す標識が設置された。その町道を挟まれた区間においては当県道は1.5車線程度の狭隘区間が存在する。また、同町大字赤沼地内の鳩川にかかる重郎橋付近においても1.5車線程度の狭隘区間がある。
また、起点の埼玉県道212号岩殿観音南戸守線との接続地点には交差点がなく、同じ道のまま県道番号が変わる。
かつて起点の物見山公園付近にはS字カーブがあり、路線バスの通行が多い道ともあって事故多発地点であったが、2003年（平成15年）頃に新たに北側の谷に橋が架けられ解消された。

## 起点・終点
- 陸上距離：9.581km
- 起点：埼玉県東松山市大字岩殿 （埼玉県道212号岩殿観音南戸守線交点）
- 終点：埼玉県入間郡毛呂山町大字岩井 （埼玉県道114号川越越生線交点）

## 通過する自治体
- 埼玉県
  - 東松山市
  - 比企郡
    - 鳩山町

  - 入間郡
    - 毛呂山町
    - 越生町

## 交差する主な道路
- 埼玉県道212号岩殿観音南戸守線（物見山）
- 埼玉県道248号石坂高坂停車場線（鳩山町石坂交差点）
- 埼玉県道171号ときがわ坂戸線（鳩山町今宿交差点）
- 埼玉県道114号川越越生線（毛呂山町岩井地内）

## 沿道施設
- 正法寺
- 埼玉県立平和資料館
- 山村学園短期大学
- 東京電機大学
- 鳩山町立今宿小学校
- 鳩山郵便局
- 埼玉西部環境保全組合

## 周辺の団地
- 鳩山ニュータウン（鳩山町）
- ガーデンシティ目白台（毛呂山町）